# 小石河 (敦化)
小石河，位于中华人民共和国吉林省敦化市境内，是牡丹江左岸支流，发源于敦化市翰章乡张广才岭新开岭西，蜿蜒向东流经陈家村、小石河水库、河山村、友好村等地，最后于敦化市东北郊注入牡丹江。河长54.7千米，河道平均比降3.8‰，流域面积259平方千米。年均流量0.7亿立方米。小石河上游植被良好，保存有大量的原始森林；中游的小石河水库是敦化市城市防洪、供水的重点工程。